# Office Uprising
Pour plus de détails, voir Fiche technique et Distribution.
Office Uprising est un film américain réalisé par Lin Oeding, sorti en 2018.

## Fiche technique
- Titre français : Office Uprising
- Réalisation : Lin Oeding
- Scénario : Ian Shorr et Peter Gamble Robinson
- Direction artistique : Steve Moon
- Décors : Joseph P. Zubor
- Costumes : Morgan DeGroff
- Photographie : Robert Brinkmann
- Musique : Tim Jones
- Pays d'origine : États-Unis
- Format : Couleurs - 35 mm - 2,35:1
- Genre : Comédie horrifique et action
- Durée : 92 minutes
- Date de sortie :
  - États-Unis : 19 juin 2018

## Distribution
- Brenton Thwaites (VFB : Brieuc Lemaire) : Desmond
- Jane Levy (VFB : Marie Braam) : Samantha
- Karan Soni : Mourad
- Zachary Levi (VFB : Michelangelo Marchese) : Adam Nusbaum
- Gregg Henry : Franklin Gantt
- Kurt Fuller : Lentworth
- Ian Harding : Nicholas Frohm
- Barry Shabaka Henley : Clarence
- Alan Ritchson : Bob
- Sam Daly : Marcus Gantt
- Stephen Oyoung : Joe the Salesman
- Kenneth Choi : Freddy Wong
- Tracey Rooney : Jill HR
- Ashton McClearin : Lisa HR
- Natascha Hopkins : Natasha HR

Version Française
- Société de doublage : BTI Studios Belgique
- Direction Artistique : Bruno Mullenaerts
- Adaptation : Alain Berguig

Source et légende : Version française (VF) sur carton du doublage français

## Distinction

### Sélection
- Utopiales 2018 : en compétition